# 苦難神學
苦難神學是環繞苦難這一主題所做的神學反思。
「苦難」是人類共同的疑惑和困擾，特別在這個苦難連連的時代。基督信仰乃是以「愛」為中心，該如何解釋苦難的發生呢？很多苦難之所以”苦”是因為「無解」，特別是當「好人」受苦時。
尼采所提倡的「人自己承擔自己的命運──包括苦難的命運」，天主教神學家漢斯‧昆認為這也不能回答人類對苦難的疑惑，只是「使人自己成為人類無邊苦難的被告」。佛教則認為人要超脫六道輪迴才可以脫離苦難。
基督教認為，無罪的耶穌來到世上就在受苦，而且是「主動」受苦，被釘死在十字架上，基督徒認為初代門徒們也是到處受逼迫，被鞭打、入獄，但他們在苦難中經歷了上帝的愛與恩典，並與基督一同得勝。

## 字義研究
「苦難」可能是身體的、心靈的、情緒的、環境的。「苦難」一詞，字面上解釋為「困苦與災難」。在聖經中，「苦難」則有不同的定義，舊約希伯來文的用詞是「痛苦」或「疼痛」（ke'ev）。而在新約希臘文用詞中是「苦楚」(Pathema)  {path'-ay-mah}   
- 1) 指人所正遭受或曾受過的苦難

1a) 指外來的, 一個受苦的經歷, 不幸的事情, 慘禍, 災禍, 痛苦憂傷   
1a1) 指基督所曾受的苦難
1a2) 亦指基督徒所必須受的苦難, 為著基督也曾同樣忍受過
1b) 指內心所經歷的憂傷, 衝擊, 犧牲
- 2) 也是「患難」（thlipsis）的意思。[2]

2a) 壓制, 受苦, 迫害, 磨難
2b) 內心的愁煩, 苦惱

## 神學家論苦難

### 馬丁·路德
苦難就是得勝
有些人認為，「苦難神學」算是近代神學。馬丁·路德在1518年說明“因信稱義”的十架神學時就說過：「十字架上的上帝不是通過力量和榮耀來將自己彰顯，而是在苦難和十字架上顯示給人，使罪人能夠得以因信稱義」 。馬丁·路德還特別強調：「十字架代表上帝的憤怒與咒詛，也代表上帝的祝福與慈愛。」 馬丁·路德認為，人生沒有任何的苦難是上帝勝不過的，十字架的苦難、十字架的死亡就是最大的勝利。不少學者研究，馬丁·路德神學很可能是在他面對死亡時形成的。

### 潘霍華
人類的苦難是參與上帝的痛苦
德國神學家潘霍華 ( D. Bonhoeffer ，1906-1945)他則以「參與」的觀點來看苦難；他認為，痛苦正是基督徒與異教徒不同的地方，因為我們透過苦難可以參與上帝的痛苦，分擔上帝的痛苦。這位德國年輕的神學家，死時年僅39歲。潘霍華說「基督徒可以參與上帝的痛苦，分擔上帝的痛苦。」

### 卡爾·巴特
苦難的經歷可以改變生命
另一位差不多同時期的神學家卡爾·巴特（Karl Barth），他生於1886年5月10日，逝於1968年12月10日，是瑞士籍新教神學家，新正統神學的代表人物之一。巴特認為，苦難神學是一種「經驗神學」，受苦的經驗可以帶給人類全然不同的感受，使人生命改變，離罪向善。因此，神學家應該幫助基督徒理解苦難的目的和意義，因為基督信仰乃是讓人積極面對苦難而不會逃避。

### 莫特曼
透過苦難認識上帝的愛
莫特曼認為，人是從「苦難」和十字架來認識上帝，這樣的啟示是隱藏而間接的。他強調，「苦難」要由「苦難」克服，創傷要由創傷治癒。因為「被棄的痛苦要由愛的苦難來克服，這種愛的苦難不怕病和醜的東西，而是接納它們，接受它們，從而治癒它們。」
莫特曼指出，在人類的痛苦中上帝沒有隱藏，祂總是與受苦的人同在，就如聖經以賽亞書六十三章9結所說：「他們在一切苦難中，祂也同受苦難」。因此，沒有苦難就沒有愛！
從十五世紀開始就提到苦難神學，除了上述以幾位神學家之外，還有烏納慕諾、別爾嘉耶夫、赫舍爾、云格爾…到了今天二十一世紀，苦難特別多，因此苦難神學就變得更具時代性了。

## 分析與討論
人或覺得，一些愛上帝的基督徒或是社會上一些正人君子他是「好人」，應該得到神特別的眷愛，所以當好人受苦時，就會心懷不平；甚至教會受苦、受逼迫也會覺得困惑。應該如何看苦難呢？可以求脫離苦難嗎？以下略做分析與說明。

### 好人也會受苦
聖經上說，「連一個義人都沒有」，因為只有神是絕對的好。基督教認為，所謂的「公平」，不是人的眼睛所看見的，如果覺得「好人」不應受苦，這種想法會落入「功德論」，就是常聽人說的「善有善報、惡有惡報」。如果不是這樣，就會質疑，這樣的質疑會使自己受虧損。
基督教認為好人不等於不受苦。例如約伯是個完全正直敬畏神的人，但他卻受了極大的痛苦。但萬事互相效力，到底是苦難還是祝福，人不一定明白，除非到了最後審判，絕對不會真的惡有惡報善有善報；因此，基督徒認為，苦難發生的意義，只有上帝知道。
耶穌基督全然無罪，卻也受了極大痛苦，被釘在十字架上。不但肉體受苦，心靈也受到更深的傷害，被門徒出賣、否認。
基督教主張苦難有益於人。神的意念高過人的意念，神有完美計畫，人經過苦難，勝過苦難，就漸漸成熟，滿有基督長成的身量。

### 苦難與上帝
耶穌的另一個名字「以馬內利」是主對人類的承諾。他是與人同在的神。基督教認愛，神不只安慰受苦之人，更是參與在人們的苦難之中。對受苦的人來說，最重要的是有沒有人了解他的苦、認同他的處境。 

### 脫離苦難
當然，「苦難之日」還是很艱難的一段時光，人總是希望能儘早脫離苦難，詩人大衛有許多這樣的禱詞：「他從高天伸手抓住我，把我從大水中拉上來。他救我脫離我的勁敵和那些恨我的人，因為他們比我強盛。我遭遇災難的日子，他們來攻擊我；但耶和華是我的倚靠。他又領我到寬闊之處；他救拔我，因他喜悅我。」有時求告神，神會救我們脫離苦難，但有時，雖沒有脫離，但卻生出新的力量，一如但以理的三個朋友，沙得拉、米煞、亞伯尼歌；對主的絕對信心：「即便如此，我們所事奉的神能將我們從烈火的窰中救出來。王啊，他也必救我們脫離你的手；即或不然，王啊，你當知道我們決不事奉你的神，也不敬拜你所立的金像。」
基督教認為，主有應許，認為教徒一定可以在苦難中得勝，「在世上，你們有苦難；但你們可以放心，我已經勝了世界。」  是耶穌在上十字架前安慰門徒的話。